# Macropholidus huancabambae
Macropholidus huancabambae — вид ящірок родини гімнофтальмових (Gymnophthalmidae). Ендемік Перу.

## Поширення і екологія
Macropholidus huancabambae мешкають на західних схилах гір Кордильєра-де-Уанкабамба на півночі Перуанських Анд, в регіоні П'юра. Вони живуть в гірських тропічних лісах та на високогірних луках, на висоті від 1737 до 2133 м над рівнем моря.